# بهروز نوروزی‌فرد
بهروز نوروزی‌فرد (زادهٔ ۱ خرداد ۱۳۷۳) بازیکن فوتبال اهل ایران است که در پست مدافع میانی برای باشگاه فوتبال آلومینیوم اراک در لیگ برتر خلیج فارس بازی می‌کند.

## دوران باشگاهی

### شاهین بوشهر
وی اولین بازی خود در لیگ برتر خلیج فارس را در هفته دوم لیگ برتر فوتبال ایران ۹۹–۱۳۹۸، مقابل باشگاه فوتبال شهر خودرو انجام داد.

## افتخارات

### شاهین بوشهر
- لیگ آزادگان
  - نائب قهرمان(۱): ۱۳۹۸–۱۳۹۷